# På detta numera vanliga sätt
På detta numera vanliga sätt är en svensk film från 1916 i regi av Edmond Hansen

## Om filmen
Filmen premiärvisades 3 januari 1916 på biograf Strix i Stockholm, den spelades in vid Svenska Biografteaterns ateljé på Lidingö av Carl Gustaf Florin. Som förlaga har man en filmidé av Henrik A Kjellström

## Roller
- Greta Almroth - Inga
- Jenny Tschernichin-Larsson - Asta, Ingas mor
- Edmond Hansen - Olle Berg